# Aşağıumutlu, Kemaliye
Aşağıumutlu là một xã thuộc huyện Kemaliye, tỉnh Erzincan, Thổ Nhĩ Kỳ. Dân số thời điểm năm 2010 là 75 người.